# كارستن شوبرت
كارستن شوبرت (بالألمانية: Karsten Schubert)‏ هو تاجر أعمال فنية ألماني، ولد في 1961 في برلين في ألمانيا.